# Kristina Boe
Kristina Boe (* 8. Februar 1988 in Husum) ist eine deutsche Voltigiererin. Bisherige Karrierehöhepunkte für sie waren ihr Sieg bei den Weltreiterspielen 2018 in Tryon, die Vize-Weltmeisterschaft 2016, der erste Platz bei den Deutschen Meisterschaften 2016 sowie der Gewinn des Europameistertitels 2017.

## Leben und Werdegang
Kristina Boe begann das Voltigieren im Alter von 14 Jahren. Zwei ihrer namhaften Trainer sind Winnie Schlüter und Kai Vorberg. 2015 schloss sie ihr Studium der Humanmedizin in Hamburg ab und arbeitet seit 2016 in der Notfallchirurgie an einer Hamburger Klinik. Auch der Rest der Familie Boe ist im Pferde- und besonders im Voltigiersport ein Begriff. Die älteste der drei Schwestern Andrea Boe ist Trainerin und Longenführerin und auch die jüngere Schwester Finja Boe voltigiert seit Jahren.

## Erfolge
Kristina Boe hat folgende Siege und Platzierungen im Einzelvoltigieren errungen (Auswahl):
- Weltmeisterschaften (alle 2 Jahre)[3]
  - 2012: Platz 14
  - 2014: Platz 6
  - 2016: Silber mit Don de la Mar
  - 2018: Gold im Nationenpreis mit Don de la Mar
  - 2018: Gold im Einzel mit Don de la Mar

- Europameisterschaften (alle 2 Jahre)[3]
  - 2010: Platz 5
  - 2011: Platz 8
  - 2013: Platz 5
  - 2015: Platz 7
  - 2017: Gold mit Don de la Mar[4]

- Deutsche Meisterschaften (jährlich)[3]
  - 2009: Platz 6
  - 2010: Platz 4
  - 2012: Platz 6
  - 2013: Silber
  - 2014: Silber
  - 2015: Bronze
  - 2016: Gold mit Don de la Mar
  - 2017: Silber mit Don de la Mar[5]

- Siege und Platzierungen bei internationalen Turnieren (CVI/CVIO)
  - 2018: 1. Platz im Voltigierweltcup-Finale 2016 in Dortmund mit Winnie Schlüter und Don de la Mar
  - 2016: 1. Platz, CHIO Aachen
  - 2013: 4. Platz Krumke, CVIO Einzel (GER)
  - 2013: Silber Krumke, CVIO Nationenpreis (GER)
  - 2013: Gold Krumke, CVI3 Einzel (GER)
  - 2013: Gold Krumke, Preis der Besten (GER)
  - 2010: Platz 5, Europameisterschaften 2010 in Stadl-Paura im Pas de Deux zusammen mit Erik Oese

## Belege
- Reit- und Fahrverein Kirchwärder e. V. (2015): Kristina Boe, abgerufen am 26. November 2015.
- Biografie auf der Internetseite der Fédération Equestre Internationale (FEI), abgerufen am 25. November 2015.